# Projet Carryall
Le projet Carryall est une proposition de 1963 de la Commission de l'énergie atomique des États-Unis (AEC) visant à utiliser des explosifs nucléaires pour creuser un passage pour l'Interstate 40 (I-40) et l'Atchison, Topeka and Santa Fe Railway (AT&SF) à travers les Bristol Mountains (en) du sud de la Californie. Il a été proposé dans le cadre de l'opération Plowshare, qui cherchait des façons d'utiliser des bombes atomiques dans des projets de travaux publics et de développement industriel.
Le projet d'excavation nucléaire est passé au stade de la planification en 1965, mais le département des Transports de Californie s'en est retiré en 1966. Le projet ferroviaire s'est poursuivi jusqu'en 1970, après quoi il a été discrètement abandonné. L'autoroute a été construite selon des méthodes conventionnelles.

## Proposition
Au début des années 1960, la Commission de l'énergie atomique des États-Unis (AEC) s'est efforcé de faire connaître l'opération Plowshare pour l'utilisation pacifique des engins atomiques. L'un des premiers projets proposés a été le projet Chariot, qui aurait créé un port dans le nord-ouest de l'Alaska à l'aide d'explosifs nucléaires (1958). L'idée attire l'attention de l'Atchison, Topeka and Santa Fe Railway (AT&SF), dont le tracé à travers les Bristol Mountains (en), en Californie du Sud, est plus long et accidenté que souhaité. L'AT&SF étudie un tunnel qui résoudrait ces problèmes, mais n'est pas satisfaite du coût du projet. Dans le même temps, le département des Transports de Californie planifiait le tracé de l'Interstate 40 (I-40) dans la même région et était confronté aux mêmes problèmes que le chemin de fer. En 1963, l'AT&SF a demandé l'aide de l'AEC et un projet commun a été lancé avec l'AEC et le département des Transports. Une étude de faisabilité a été présentée en novembre 1963,,.
L'étude proposait un tracé faisant passer la voie ferrée et l'autoroute inter-États dans la même tranchée, avec les normes de nivellement de la voie ferrée. Le nouvel emplacement se situait environ 16 km au nord des tracés existants de la voie ferrée et de la route 66. L'excavation devait avoir une longueur de 3 400 mètres et une profondeur maximale de 110 mètres. Une série de 22 bombes d'une puissance explosive comprise entre 20 et 200 kilotonnes devait créer l'excavation, tandis qu'une bombe séparée devait créer un cratère qui contiendrait le drainage d'Orange Blossom Wash, qui traversait le site:Ch.4 p.48. Les détonations auraient lieu en deux groupes de 11 bombes mises à feu simultanément,.
Les conséquences prévues des détonations comprenaient un nuage de poussière de 11 km de large, s'étendant jusqu'à 160 km sous le vent, qui aurait nécessité la fermeture de la zone immédiate pendant quatre jours après les explosions. Des « missiles rocheux occasionnels » étaient attendus jusqu'à environ 4 000 pieds (1 200 m) des explosions. La ville la plus proche est Amboy, qui ne devait pas être affectée par les explosions de manière significative. L'effet sur une canalisation de gaz naturel située à proximité, pour laquelle des tests devaient être effectués avant les explosions, constituait une préoccupation plus importante.
Après la période d'attente initiale, le site devait pouvoir être utilisé pour des semaines de travail normales de 40 heures sans mesures de protection particulières, à la condition que des études d'après-tir permettent de localiser et d'assainir les éventuels points chauds radiologiques.
Les coûts combinés prévus pour le tunnel ferroviaire et l'autoroute étaient de 21,8 millions de dollars (équivalant à 208,38 millions de dollars en 2023). La méthode nucléaire était estimée à 13,8 millions de dollars (soit 131,91 millions de dollars de 2023), sans compter le coût des bombes. L'excavation conventionnelle de la tranchée était estimée à 50 millions de dollars (soit 477,93 millions de dollars de 2023). Le coût des bombes n'a pas été quantifié, mais on a supposé qu'il était inférieur à la différence entre les techniques conventionnelles et nucléaires. Leur coût réel était confidentiel. Une proposition de 1967 pour le projet Ketch (en), une autre proposition du programme Plowshare, indiquait que le coût des dispositifs nucléaires était (en 1967) compris entre 390 000 dollars pour une bombe de 24 kilotonnes et 460 000 dollars pour une bombe de 100 kilotonnes. Le projet Carryall aurait utilisé 23 engins nucléaires au total.

## Programme
La planification du projet a commencé en 1964, proposant la préparation du site en 1965 et les explosions en 1966, suivies par les travaux de conception du tracé. La construction devait commencer en 1968 et s'achever en 1969. En 1966, le projet nucléaire a été abandonné pour le projet routier, car le programme routier avançait plus vite que les essais de l'AEC sur le site d'essais du Nevada. La tranchée de l'autoroute a été réalisée de manière conventionnelle environ 1,5 km au nord de la tranchée nucléaire proposée. Le projet ferroviaire s'est poursuivi. En 1970, la tranchée ferroviaire était mentionnée comme l'un des trois projets proposés. Les années suivantes, le projet n'a plus été mentionné.
La section de 108 km l'Interstate 40 traversant les Bristol Mountains (en), construite selon des méthodes conventionnelles, a ouvert le 13 avril 1973.

## Repère
Le projet est commémoré par une borne routière à Ludlow, la ville la plus proche à l'ouest du site.